# Lorraine Barrett
Lorraine Barrett, née le 18 mars 1950 à Ynyshir, est une femme politique britannique œuvrant au pays de Galles.
Exerçant le mandat de membre de l’Assemblée pour Cardiff South and Penarth de 1999 à 2011, elle est membre de la commission de l’Assemblée sous la troisième mandature (2007-2011). Politiquement, elle appartient au Parti travailliste gallois et au Parti coopératif.

## Biographie

### Éléments personnels et carrière professionnelle
Lorraine Barrett naît le 18 mars 1950 à Ynyshir, un village du Rhondda, au pays de Galles (Royaume-Uni). Après avoir suivi son parcours scolaire à la Porth County School for Girls, elle exerce la profession d’infirmière entre 1966 et 1970. Secrétaire au début des années 1970, elle devient de 1987 à 1999 l’assistante personnelle et politique d’Alun Michael, membre du Parlement pour Cardiff South and Penarth.
Elle épouse Paul Barret en 1972 avec qui elle a deux enfants. Lorsqu’elle quitte la vie politique galloise en 2011, elle devient prêtre de la British Humanist Association. Lorraine Barrett conduit à ce titre la cérémonie humaniste des funérailles de l’ancien premier ministre Rhodri Morgan en 2017. Elle est également associée honoraire de la National Secular Society à la fin des années 2000,,.

### Carrière politique

#### Parcours
Lorraine Barrett est conseillère du Penarth Town Council (en) à partir de 1991 et jusqu’en 1999. Parallèlement, elle est élue en 1995 au Vale of Glamorgan Council, où elle siège entre 1996 et 1999.
Lors des premières élections de l’Assemblée nationale du pays de Galles, elle se présente à Cardiff South and Penarth, une circonscription électorale où le siège à Westminster est réputé favorable au  Labour, dont elle devient la représentante en se faisant élire en mai 1999 comme membre de l’Assemblée. Elle conserve son mandat aux élections de 2003 et de 2007,,.
Proche d’Alun Michael, le premier secrétaire élu en mai 1999, elle est vice-whip en chef (deputy chief whip) du groupe travailliste à l’Assemblée au début de la première mandature. Elle fait partie des trois whips « loyalistes » à démissionner de leurs fonctions le 9 février 2000 à la suite du départ d’Alun Michael de son poste malgré le total soutien assuré à son successeur Rhodri Morgan,.
Sous la troisième Assemblée galloise, elle est choisie le 6 juin 2007 par les membres de l’Assemblée pour être membre de la commission de l’Assemblée, où elle représente le Labour. Elle y est chargée du rôle de commissaire à l’Assemblée durable comprenant les responsabilités de l’égalité, de la langue, de l’environnement et de la neutralité carbone, des achats durables et la gestion des biens immobiliers.
Lorraine Barrett renonce à se présenter aux élections générales de l’Assemblée de 2011. Vaughan Gething, le candidat investi par le Labour dans la circonscription de Cardiff South and Penarth a été son collaborateur pendant deux ans. Il lui succède sous la quatrième mandature,.

#### Au sein du Labour et du Co-operative Party
Au début de la première mandature, Lorraine Barrett est whip du Labour à l’Assemblée nationale du pays de Galles. Elle occupe cette fonction de 1999 jusqu’à la démission d’Alun Michael en février 2000. Aussi, avant 2000, elle est membre du comité exécutif gallois (le Welsh Executive Committee) et du forum sur la politique nationale (le National Policy Forum) du Welsh Labour,.
Le 2 octobre 2009, elle parraine Carwyn Jones dans la course à la direction du Welsh Labour (en), qui en devient le chef à compter du 1er décembre,.
Elle fait partie des candidats du Labour investis par le Co-operative Party dès les élections de 1999. Elle s’y présente sous la bannière « Labour and Co-operative ».

## Détail des mandats et fonctions

### Mandats électifs
- Membre de l’Assemblée, élue dans la circonscription de Cardiff South and Penarth (du 7 mai 1999 au 31 mars 2011).
- Conseillère du Vale of Glamorgan Council (de 1996 à 1999).
- Conseillère du Penarth Town Council (en) (de 1991 à 1999).

### Fonction législative
- Membre de la commission de l’Assemblée nationale du pays de Galles (du 6 juin 2007 au 31 mars 2011).

### Fonctions politiques
- Vice-whip en chef du groupe du Labour à l’Assemblée nationale du pays de Galles (de 1999 à 2000).
- Membre du Welsh Executive Committee of Labour (avant 2000).
- Membre du National Policy Forum du Labour (avant 2000).

## Résultats électoraux

### Assemblée nationale du pays de Galles
| Élection          | Circonscription           | Parti  | Parti  | Voix   | %     | Résultats |
| ----------------- | ------------------------- | ------ | ------ | ------ | ----- | --------- |
| Assemblée de 1999 | Cardiff South and Penarth |        | Labour | 11 057 | 48,00 | Élue      |
| Assemblée de 2003 | Cardiff South and Penarth | 20 094 | Labour | 56,21  |       | Élue      |
| Générales de 2007 | Cardiff South and Penarth | 10 106 | Labour | 37,81  |       | Élue      |

### Conseil de Vale of Glamorgan
| Élection  | Section   | Parti | Parti  | Voix  | %    | Résultats |
| --------- | --------- | ----- | ------ | ----- | ---- | --------- |
| 1991      | Alexandra |       | Labour | 1 462 | 32,0 | Échec     |
| 1995 (en) | Alexandra | 2 059 | Labour | 37,6  | Élue |           |

### Sources
1. ↑  National Assembly for Wales Commission, Resource Accounts 2007-08, National Assembly for Wales, 47 p. (lire en ligne [PDF]), p. 2-3.
2. ↑  Colin Rallings and Michael Thrasher, Vale of Glamorgan Council Election Results 1973-1991, The Elections Centre, Plymouth University, 2015, 5 p. (lire en ligne [PDF]), p. 5.
3. ↑  Colin Rallings and Michael Thrasher, Vale of Glamorgan Council Election Results 1995-2012, The Elections Centre, Plymouth University, 2015, 5 p. (lire en ligne [PDF]), p. 1.